# خانه بنی‌هاشمی

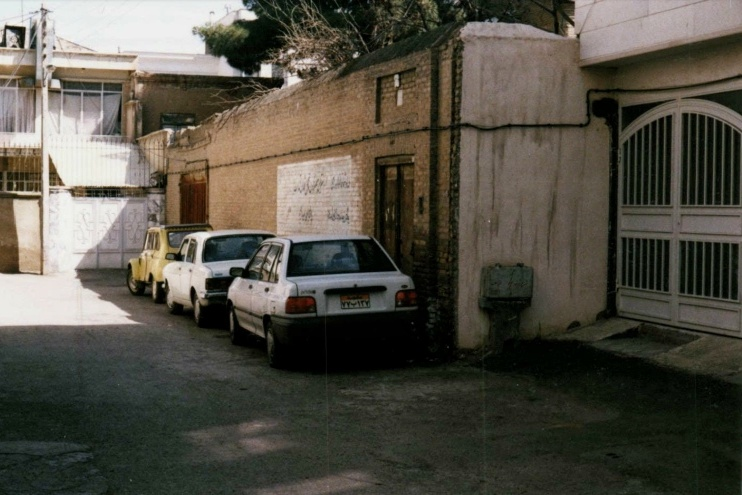
ورودی غربی خانه بنی هاشمی(بالا: مرداد 1384- پایین: مهر 1403)

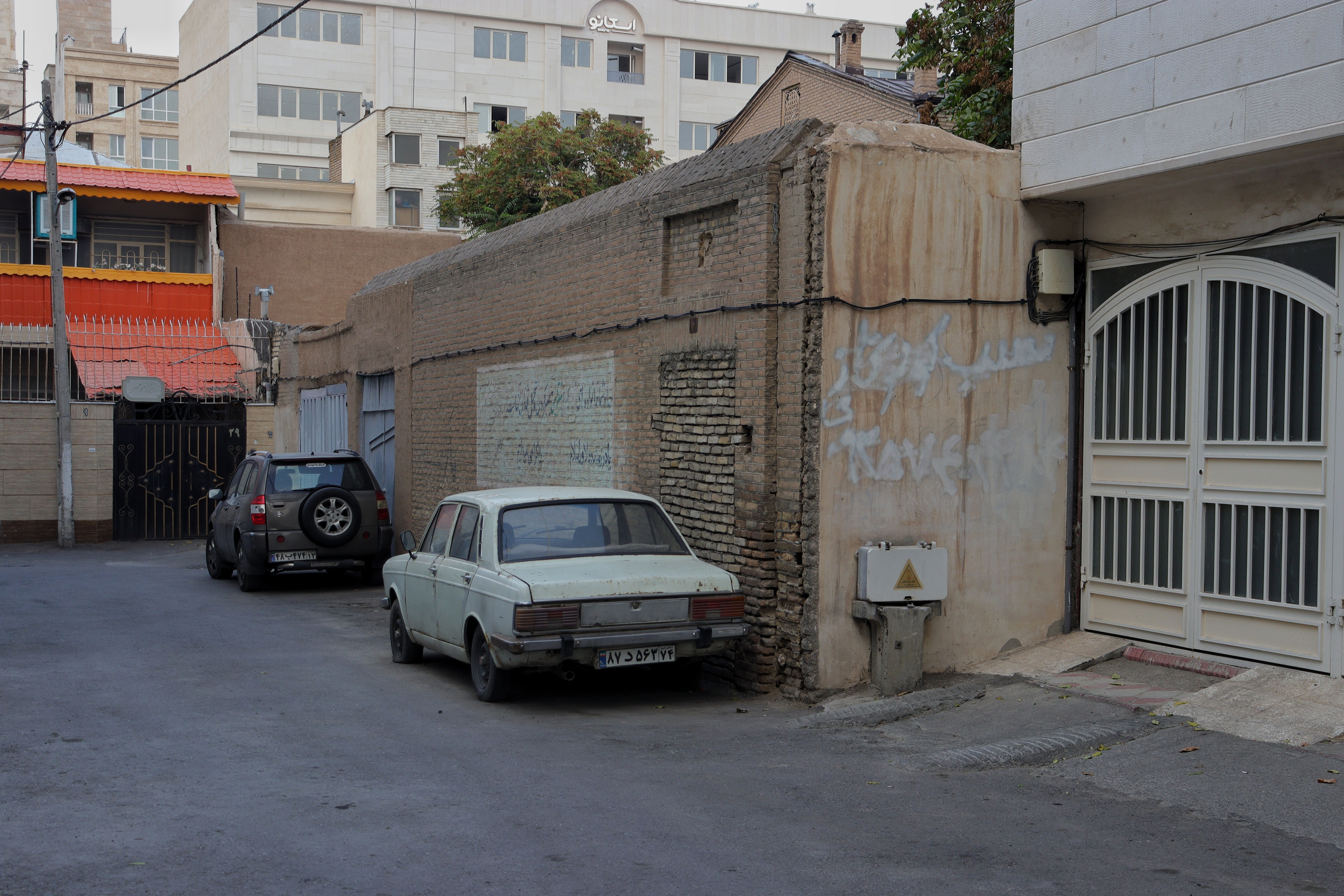

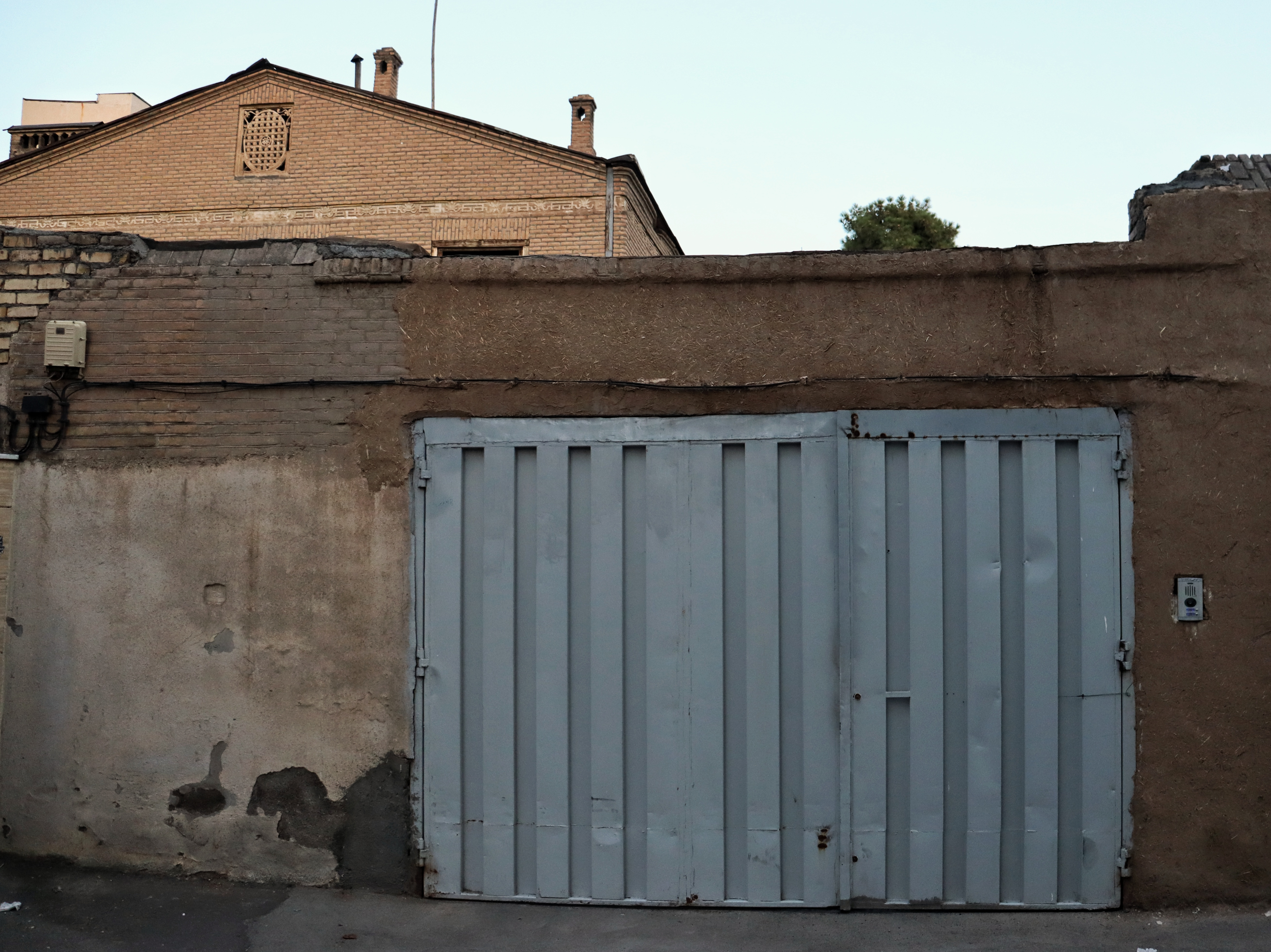
در اصلی خانه بنی هاشمی، مهر 1403

خانه بنی‌هاشمی؛ نام خانه‌ای تاریخی مربوط به دورهٔ پهلوی اول است و در شهرستان مشهد، شهر مشهد، خیابان دانشگاه، دانشگاهی ۱۵، پلاک‌های ۲۸ و ۲۹۱ واقع شده و این اثر در تاریخ ۹ بهمن ۱۳۸۴ با شمارهٔ ثبت ۱۳۹۱۵ به‌عنوان یکی از آثار ملی ایران به ثبت رسیده‌است.